# 田中裕二 (ミュージシャン)
田中 裕二（たなか ゆうじ、1957年5月29日 - 2022年12月17日）は、日本のドラマー、ミュージシャンである。血液型はO型。
北海道旭川市出身。1977年からロックバンド『安全地帯』のメンバーとして活動した。

## 来歴

### 幼少・青少年期
- 1957年、自動車整備工である父親の家庭に生まれる。
- 1962年、矢萩渉と出会う。
- 1972年、中学3年時、ギターを弾いていた同級生の矢萩渉とバンドを結成。
- 1973年、高校進学後、ベースとキーボードを弾いていた六土開正率いる『六土開正バンド』に矢萩と参加。オールマン・ブラザーズ・バンドなどのサザン・ロックを主体にコピー演奏活動をしていた。
- 1974年～1976年、音楽コンテストに出場する中で、玉置浩二率いる『安全地帯』と親交を深める。
- 1977年、安全地帯と合併する。洋楽コピーバンドの『六土開正バンド』の演奏技量とオリジナル楽曲バンドの『安全地帯』の楽曲制作能力に相互に惹かれ合った結果で、安全地帯の原型が完成する。
- 1978年、11月に安全地帯を一時脱退する。家業の自動車整備工場を継ぐためであった。
- 1981年、安全地帯は井上陽水のコンサートツアーのバックバンドに抜擢され、上京する。

### バンド『安全地帯』デビュー
- 1982年、安全地帯1st.シングル『萠黄色のスナップ』でキティレコード（後にユニバーサル・ミュージック）からデビュー。ドラマーの大平市治の脱退に伴い、再加入する。同バンドのライブやコンサートでは、時折ソロでのドラム演奏を披露した。
- 1987年、季刊リズム&ドラム・マガジン 1987年1月 冬号 No.17にインタービュー記事及びドラムのセッティングが掲載される。
- 1988年、安全地帯が活動休止を宣言。これは、バンドメンバー個々の音楽活動の進化の影響とバンドの追求する音楽の方向性を模索する結果であった。

### バンド『VoThM』活動期
- 1989年、元C-C-Bの渡辺英樹、丸山正剛とバンド『VoThM』を結成。
- 1990年、安全地帯の活動再開により、『VoThM』を脱退。洗練された都会的ロック指向から野性味のあるロックを目指し、社会問題からメッセージソングも取り入れた。
- 1993年、安全地帯23rd.シングル『ひとりぼっちのエール』発売以降、再度活動休止。プロデューサーに須藤晃を迎え、バンドの方向性に据えようと試みるが、それに伴うレコード会社移籍、音楽性志向に不安な状態のためであった。

### カフェ・レストラン・オーナー兼ドラマー
- 1994年、安全地帯のコンサートが数度開催されるが、メンバー個々の活動を行なう。音楽性を模索するバンドリーダーの玉置のソロ活動に安全地帯のメンバーとして最初に参加した。また、音楽活動以外に千葉県白井市にカフェ・レストラン『カフェ・ド・とおやま』（2006年6月1日に『Y's cafe』」に改名。）をオープンし、新聞・雑誌などにたびたび掲載される。以降、安全地帯の活動と兼業している。
- 1996年、玉置浩二のソロ活動に武沢豊を除く安全地帯メンバーが参加した。コンサートでは「I Love Youからはじめよう」で田中が初めてボーカルを担当した。
- 1998年、安全地帯の活動再開を玉置が強く望み、ソロコンサートツアーにメンバーが集結。
- 1999年、バンド活動再開には至らないものの、玉置が安全地帯の楽曲集としてソロアルバム『ワインレッドの心』を発表する。田中はスタジオ・ミュージシャンとして参加している。

### バンド『安全地帯』再始動
- 2001年、安全地帯の新譜録音に向けてメンバーが集結する。玉置ソロ活動のサポート・ミュージシャン・安藤さと子の支持活動が功を奏した。
- 2002年、安全地帯24th.シングル「出逢い」発売で、9年ぶりに活動再開。
- 2003年、安全地帯10th.アルバム『安全地帯X〜雨のち晴れ〜』を発表し、コンサートツアーを開催する。
- 2004年、安全地帯の活動休止。ギタリストの武沢豊の事故後の経過観察も影響した。以降は、メンバー個々の活動に入り、田中は音楽活動を離れ、オーナーを務めるカフェ・レストラン業に専念することになった。2006年11月1日には日本紅茶協会により「紅茶のおいしいお店」に認定される。
- 2009年、急性膵炎で2年間療養していた玉置が音楽活動再開を決意するにあたり、安全地帯のメンバーを招集。新譜制作・録音に向けて、合宿生活を始める。
- 2010年、安全地帯27th.シングル『蒼いバラ』発売。レコード会社をソニー・ミュージックからユニバーサル・ミュージックへ復帰。完全復活を宣言し、往年の楽曲にも意欲的に取り組んでいる。
- 2013年、安全地帯14th.アルバム『安全地帯ⅩⅣ - The Saltmoderate Show -』において『希望の光』の作曲を担当した。
- 2016年7月14日にテレビ東京で放送されたバラエティ番組『じっくり聞いタロウ〜スター近況（秘）報告〜』に単独で出演。グループ内におけるギャランティの配分事情や1992年に開催されたデビュー10周年記念スペシャルライブでの裏話、さらには当時マスコミに追い掛けられていた玉置のダミーをした体験や活動休止の多いグループの事情から安定した収入を得るためにカフェ経営を独学で始めたエピソードを披露した。
- 2017年4月29日、安全地帯のメンバーである矢萩渉と武沢豊によるギターユニット「ワタユタケ」が羽田空港ティアットスカイホールにて開催したスペシャルライブ「CLUB CITTA' PRESENTS ワタユタケ TWIN GUITAR　～春の宴～ -スペシャル 2SHOWS-」と並行して行われた安全地帯メンバーによるトークショーに参加。5月31日には安全地帯のデビュー35周年を記念した初のオールタイム・ベストアルバム『ALL TIME BEST』が発売されたと同時に、グループとしては4年振りとなるツアー（日本武道館2daysならびに香港公演）を実施した。
- 2019年11月8日、数か月前に発症した脳内出血による入院とリハビリのために、同月16日開催の阪神甲子園球場でのコンサート『さよならゲーム』に参加不可能となったことが事務所から発表された。なお、コンサート自体は田中以外のメンバーで挙行される。
- 2022年12月23日、同月17日に亡くなったことが玉置浩二&安全地帯オフィシャルサイトで発表された[1][2][3]。65歳没。

## 機材

### 季刊リズム&ドラム・マガジン 1987年1月 冬号 No.17
- ドラム Pearl B.D. 22×18, S.D. 14×6・1/2, T.T. 8×8, T.T. 10×10, T.T. 12×12, T.T. 13×13, F.T. 16×16
- シンバル SABIAN 14" H.H., 18" T.C., 15" T.C, 10" S.C, 16" T.C., 20" M.R., 18" CH.C.
- エレドラ　3ヶ（詳細不明）

## 主な音楽活動

### バンド『VoThM』
- 『VoThM』1990年、『JT SUPER SOUND'90』 新潟・新潟産業振興センター（8月26日）。

### サポート・ミュージシャンとして参加したアーティスト
- 井上陽水 1981年～1983年、安全地帯としてバックバンドを担当。